# ستيفن تي. هوبكينز
ستيفن تي. هوبكينز هو سياسي أمريكي، ولد في 25 مارس 1849 في نيويورك في الولايات المتحدة، وتوفي في 3 مارس 1892 في بليسنتفيل في الولايات المتحدة. نشط حزبياً في الحزب الجمهوري. وقد انتخب عضو جمعية ولاية نيويورك ‏ وانتخب عضو مجلس النواب الأمريكي ‏.